# Champions
A Champions egy, a Marvel Comics által kiadott rövid életű képregénysorozat volt, mely 1975 és 1978 között jelent meg az Amerikai Egyesült Államokban. A sorozatban megjelenő Los Angeles Bajnokai nevű szuperhőscsapat volt a Marvel első olyan csapata, mely az Egyesült Államok nyugati partján tevékenykedett.

## A megjelenés története

### Első sorozat
A sorozat első írója, Tony Isabella eredeti elképzelése szerint a csapatnak csupán két tagja lett volna; a korábban az X-Men sorait erősítő Angyal és Jégember. A szerkesztője, Len Wein azonban legalább öt tagot szeretett volna a csapatban tudni, ezért Isabella további szereplőket vont be. Ezek között volt az orosz kémnő, a Fekete Özvegy, a görög félisten, Herkules, valamint a természetfölötti erővel rendelkező bosszúálló, a Szellemlovas. A csapathoz később más hősök is csatlakoztak, így a 7. számban megjelenő Sötét Csillag, Fekete Góliát és Körbubi.
A sorozat nem nyertel el igazán az olvasók érdeklődését, ezért a 17. számmal (1978. január) befejeződött.

### Második sorozat
A Marvel 2006-os, a szuperhős-társadalmat megosztó Civil War kiadványát követő „Kezdeményezés” keretei között tervek születtek egy második Chamipons sorozat indítására is teljesen megújult csapatfelállással. A cím és a borítórajz meg is jelent a Marvel weboldalán a 2007 júliusában megjelenő kiadványok között, de röviddel ezután a kiadvány címét jogi okok miatt The Order-ra módosították. Az új sorozat írója Matt Fraction, rajzolója Barry Kitson.
A Marvel már 2006 folyamán beleütközött ebbe a problémába, mikor az első sorozatot ismét megjelentette két gyűjteménykötet formájában. Ekkor a Marvel jogi osztálya hivatalos értesítést kapott a nevet jogilag birtokló Heroes Publishingtól, hogy jogsértést követett el.

## Cselekmény
A Los Angeles Bajnokai csapatát egy Los Angeles városában felfordulást okozó esemény hozta össze. Pluto, az Alvilág ura a Földön bujkáló Venus istennőt akarta elfogni, mikor küldöttei összecsaptak a Bajnokok leendő tagjaival. Bobby Drake és Warren Worthington, vagyis Jégember és Angyal éppen új iskolájukkal, a Kaliforniai Egyetemmel barátkoztak mikor egy csapat hárpia támadt rájuk. Natalia Romanova, a Fekete Özvegy a Fenegyerekkel való szakítása után költözött a városba és éppen munkahelyet keresett amikor amazónokkal került összetűzésbe. Herkules az egyetemen készült előadást tartani, Johnny Blaze, a Szellemlovas pedig éppen arra motorozott. Miután sikerült legyőzniük Plutot, a csapat úgy döntött, hogy továbbra is együtt marad.

## A sorozat alkotói
A sorozat első rendszeres írója Tony Isabella volt akit a 8. számtól (1976. december) Bill Mantlo váltott fel. Chris Claremont egyetlen szám (#4 – 1976. április) erejéig csatlakozott a sorozat íróihoz.  A sorozat megjelenése alatt több rajzoló is dolgozott rajta, így Don Heck (#1-2, 5), George Tuska (#3-4, 6-7, 17) , Bob Hall (#8-10, 16) és John Byrne (#11-15).

## Megjelenés gyűjteménykötetben
- Champions Classic vol. 1. (TPB) – The Champions #1-11 – ISBN 0-7851-2097-1
- Champions Classic vol. 2. (TPB) – The Champions #12-17, Peter Parker: The Spectacular Spider-Man – ISBN 0-7851-2098-X